# داير بروك (مين)
داير بروك (بالإنجليزية: Dyer Brook, Maine)‏ هي بلدة أمريكية تقع في الولايات المتحدة في مقاطعة أروستوك (مين). يقدر عدد سكانها بـ 213 نسمة ومساحتها 99.77 كم2 ووترتفع عن سطح البحر 165 متر.

## التركيبة السكانية
قام مكتب تعداد الولايات المتحدة بتحديد بيانات التركيبة السكانية لداير بروك في تعداد الولايات المتحدة. في ما يلي، التركيبة السكانية حسب تعدادي 2000 و2010.

### تعداد عام 2000
بلغ عدد سكان داير بروك 199 نسمة بحسب تعداد عام 2000، وبلغ عدد الأسر 79 أسرة وعدد العائلات 62 عائلة مقيمة في البلدة. في حين سجلت الكثافة السكانية 5.2 نسمة لكل ميل مربع (2.0/كم2). وبلغ عدد الوحدات السكنية 116 وحدة بمتوسط كثافة قدره 3.0 نسمة لكل ميل مربع (1.2/كم2).
وتوزع التركيب العرقي للبلدة بنسبة 97.49% من البيض و 2.01% من الأمريكيين الأصليين و 0.50% من الأمريكيين ذوي الأصول الآسيوية.
بلغ عدد الأسر 79 أسرة كانت نسبة 26.6% منها لديها أطفال تحت سن الثامنة عشر تعيش معهم، وبلغت نسبة الأزواج القاطنين مع بعضهم البعض 70.9% من أصل المجموع الكلي للأسر، ونسبة 6.3% من الأسر كان لديها معيلات من الإناث دون وجود شريك، وكانت نسبة 21.5% من غير العائلات. تألفت نسبة 10.1% من أصل جميع الأسر من أفراد ونسبة 2.5% كانوا يعيش معهم شخص وحيد يبلغ من العمر 65 عاماً فما فوق. وبلغ متوسط حجم الأسرة المعيشية 2.71، أما متوسط حجم العائلات فبلغ 2.52.
بلغ العمر الوسطي للسكان 46 عاماً. وكانت نسبة 19.1% من القاطنين تحت سن الثامنة عشر، وكانت نسبة 4.5% بين الثامنة عشر والأربعة وعشرون عاماً، ونسبة 23.1% كانت واقعةً في الفئة العمرية ما بين الخامسة والعشرون حتى والأربعة وأربعون عاماً، ونسبة 35.7% كانت ما بين الخامسة والأربعون حتى الرابعة والستون، ونسبة 17.6% كانت ضمن فئة الخامسة والستون عاماً فما فوق. يوجد لكل 100 أنثى 95.1 ذكر، ويوجد لكل 100 أنثى في الثامنة عشر من عمرها فما فوق 106.4 ذكر.
بلغ متوسط دخل الأسرة في البلدة 46,429 دولار، أما متوسط دخل العائلة فبلغ 46,429 دولار. وكان متوسط دخل الذكور 40,000 دولار مقابل 20,625 دولار للإناث. وسجل دخل الفرد الخاص بالبلدة 18,658 دولار. وكانت نسبة 2.9% من العائلات ونسبة 5.5% من السكان تحت خط الفقر، وكان من هؤلاء نسبة 15.4% تحت سن الثامنة عشر ولا أحد منهم في الخامسة والستين من العمر وما فوق.

### تعداد عام 2010
بلغ عدد سكان داير بروك 213 نسمة بحسب تعداد عام 2010، وبلغ عدد الأسر 92 أسرة وعدد العائلات 71 عائلة مقيمة في البلدة. في حين سجلت الكثافة السكانية 5.5 نسمة لكل ميل مربع (2.1/كم2). وبلغ عدد الوحدات السكنية 139 وحدة بمتوسط كثافة قدره 3.6 لكل ميل مربع (1.4/كم2).
وتوزع التركيب العرقي للبلدة بنسبة 98.1% من البيض و 1.4% من الأمريكيين الأصليين و 0.5% من الأمريكيين الأفارقة.
بلغ عدد الأسر 92 أسرة كانت نسبة 26.1% منها لديها أطفال تحت سن الثامنة عشر تعيش معهم، وبلغت نسبة الأزواج القاطنين مع بعضهم البعض 70.7% من أصل المجموع الكلي للأسر، ونسبة 3.3% من الأسر كان لديها معيلات من الإناث دون وجود شريك، بينما كانت نسبة 3.3% من الأسر لديها معيلون من الذكور دون وجود شريكة وكانت نسبة 22.8% من غير العائلات. وبلغ متوسط حجم الأسرة المعيشية 2.65، أما متوسط حجم العائلات فبلغ 2.32.
بلغ العمر الوسطي للسكان 48.1 عاماً. وكانت نسبة 19.2% من القاطنين تحت سن الثامنة عشر، وكانت نسبة 3.7% بين الثامنة عشر والأربعة وعشرون عاماً، ونسبة 23% كانت واقعةً في الفئة العمرية ما بين الخامسة والعشرون حتى والأربعة وأربعون عاماً، ونسبة 38% كانت ما بين الخامسة والأربعون حتى الرابعة والستون، ونسبة 16% كانت ضمن فئة الخامسة والستون عاماً فما فوق. وتوزع التركيب الجنسي للسكان بنسبة 47.4% ذكور و52.6% إناث.